# Robin Skelton
Robin Skelton (Easington, 12 ottobre 1925 – Victoria, 22 agosto 1997) è stato uno scrittore e poeta britannico naturalizzato canadese.
Nato nello Yorkshire, Skelton studiò alla University of Leeds e alla Cambridge University. Dal 1944 al 1947, ha servito la Royal Air Force in India. Ha poi insegnato alla Manchester University. Nel 1963 emigrò in Canada e cominciò ad insegnare alla University of Victoria in Columbia Britannica.
Skelton fu un'autorità per quanto riguarda la letteratura irlandese, il suo lavoro come editore, e il suo interesse per l'occulto. Fu fondatore ed editore, con John Peter, di The Mahalat Review, e traduttore.
Georges Zuk, un creduto poeta surrealista francese, era in realtà uno pseudonimo.

## Opere

### Poesia
- Patmos, And Other Poems (1955)
- The Poetic Pattern (1956)
- Third Day Lucky (1958)
- The Cavalier Poets (1960)
- Begging the Dialect: Poems and Ballads (1960)
- Two Ballads of the Muse (1960)
- The Dark Window (1962)
- A Valedictory Poem Upon His Departure from Manchester, England, for the New World (1963)
- An Irish Gathering (1964)
- A Ballad of Billy Barker (1965)
- Because of This and Other Poems (1968)
- The Hold of Our Hands: Eight Letters to Sylvia (1968)
- Selected Poems, 1947-1967 (1968)
- An Irish Album (1969)
- Answers: Poems (1969)
- The Hunting Dark (1971)
- Private Speech: Messages, 1962-1970 (1971)
- A Different Mountain, Messages 1962 – 1970: Poems And Photo-Collages (1971)
- Remembering Synge (1971)
- Musebook (1972)
- Three For Herself (1972)
- Country Songs (1973)
- Timelight (1974)
- The Poet's Calling (1975)
- The Limners (1975)
- Callsigns (1976)
- Mystics Mild: Song (1976)
- Because of Love (1977)
- Three Poems (1977)
- Poetic Truth (1978)
- Landmarks (1979)
- They Call It the Cariboo (1980)
- Limits (1981)
- Collected Shorter Poems, 1947-1977 (1981)
- Zuk (1982)
- The Paper Cage (1982)
- De Nihilo (1982)
- Wordsong: Twelve Ballads (1983)
- The Collected Longer Poems, 1947-1977 (1985)
- Distances (1985)
- Fires Of the Kindred (1987)
- Telling the Tale (1987)
- Openings (1988)
- Celtic Contraries (1989)
- A Formal Music: Poems in Classical Metres (1993)
- Popping Fuchsias: Poems, 1987-1992 (1992)
- A Formal Music: Poems In Classical Metres (1993)
- Islands: Poems in The Traditional Forms And Metres Of Japan (1993)
- I Am Me: Rhymes For Small (1994)
- A Way of Walking: Poems in the Traditional Forms and Metres of Japan (1994)
- Wrestling the Angel: Collected Shorter Poems, 1947-1977 (1994)
- Samhain (1994)
- The Edge Of Time: Poems And Translations (1995)
- Three for Nick (1995)
- One Leaf Shaking: Collected Later Poems, 1977-1990 (1996)
- A Further Spring: Love Poems (1996)
- Lens of Crystal: Poems (1996)
- Long, Long Ago (1996)
- Love Poems: A Further Spring (1996)
- Or So I Say: Contentions and Confessions - A Happenstance Book (1998)
- The Shapes of Our Singing (1999)

### Romanzi
- The Man Who Sang In His Sleep (1984)
- The Parrot Who Could (1987)
- Fires of the Kindred (1987)
- Hanky-Panky and Other Stories (1990)
- Higgledy Piggledy (1992)

### Saggi
- John Ruskin: The Final Years (1955)
- Teach Yourself Poetry (1963)
- The Practice of Poetry (1971)
- J. M. Synge and His World (1971, U.S. title: The Writings of J. M. Synge)
- Spellcraft: A Manual of Verbal Magic (1978)
- Herbert Siebner (1979)
- Magical Practice of Talismans (1985, U.S. title: Talismanic Magic)
- Practice of Witchcraft Today: An Introduction to Beliefs & Rituals of the Old Religion (1988)
- A Gathering of Ghosts (1989, with Jean Kozocari)
- A Witches' Book of Ghosts and Exorcism (1990, with Jean Kozocari)
- Earth Air, Fire, Water: Pre-Christian and Pagan Elements in British Songs, Rhymes and Ballads (1990, with Margaret Blackwood)
- Practice of Witchcraft Today: An Introduction To Beliefs and Rituals (1990)
- The Record of A Logophile (1990)
- A Devious Dictionary (1991)

### Memorie
- The Memoirs of A Literary Blockhead (1988)
- Portrait of My Father (1989)

### Antologie
- Translations by J. M. Synge (1961)
- Edward Thomas: Selected Poems (1962)
- Collected Works of J. M. Synge (1962)
- Six Irish Poets: Austin Clarke, Richard Kell, Thomas Kinsella, John Montague, Richard Murphy, Richard Weber (1962)
- Penguin Book of Poetry of the Thirties (1963)
- Collected Poems of David Gascoyne (1965)
- The World of W B Yeats: Essays in Perspective (1965, with Anne Saddlemyer)
- Irish Renaissance: A Gathering of Essays, Memoirs and Letters from the Massachusetts Review (1965, with David R. Clark)
- The Vinland Map and the Tartar Relation (1966, with Thomas E. Marston and George O. Painter)
- Inscriptions (1967, with Herbert Siebner)
- Five Poets of the Pacific Northwest (1968)
- Poetry of the Forties (1968)
- Collected Verse Translations of David Gascoyne (1970)
- Herbert Read: A Memorial Symposium (1970)
- Collected Plays of Jack B. Yeats (1971)
- Selected Poems Of Byron (1971)
- Introductions from an Island 1973: New Writing for Students in the Creative Writing Programme (1973)
- A Gathering in Celebration of the Eightieth Birthday of Robert Graves (1975, edited  with William Thomas)
- Six Poets of British Columbia (1980)
- From Syria by Ezra Pound (1981)
- Herbert Siebner: A Celebration (1993)
- Dark Seasons A Selection of Georg Trakl Poems (1994)
- The Shapes of Our Singing: A Guide to the Meters and Set Forms of Verse from Around the World (2002)

### Traduzioni
- Georges Zuk: Selected Verse (1969)
- 200 Poems from the Greek Anthology (1971)
- The Underwear of the Unicorn by Georges Zuk (1975)
- George Faludy: Selected Poems, 1933-80 (1985)
- Briefly Singing: A Gathering of Erotic Satirical and Other Inscriptions Epigrams and Lyrics from the Greek and Roman Mediterranean 800 BC - AD 1000 Including the Complete Poems of Rufinus (1994)
- Rufinus. The Complete Poems (1997)

### Libri su Robin Skelton
- Robin Skelton. The Record of A Logophile. Victoria: Reference West, 1990.
- Barbara L. Turner, ed. Skelton at 60. Erin, Ont.: Porcupine's Quill, 1986.
- John Skelton. Skelton at Seventy: A Major Retrospective Exhibition (1993)